# صالح المحمدي
صالح سلمان المحمدي الحربي ، لاعب كرة قدم سعودي سابق ومدرب حالي في فريق الحزم السعودي . من مواليد المدينة المنورة . 1980 م.

## حياته الكروية
بدأ مع النادي الأهلي السعودي في موسم 2000-2001، بعدما نجحت إدارة الأهلي في اقتناص موهبته التي تجلت في حواري المدينة المنورة من أنياب قطبي المدينة ناديي أحد والأنصار حيث سطع نجمه في البطولة العربية للأندية التي أقيمت في قطر واستمر مع النادي الأهلي حتى عام 2008، وتخلل هذه الفترة إعارة قصيرة لنادي الفيصلي ..وبعدها انتقل لنادي أبها السعودي لموسم واحد فقط.
و اعتزل بعدها وهو في الـ28 من عمره.. حاليا يشغل منصب مساعد مدرب المنتخب السعودي لتحت 11 عام. ارتدى القميص رقم (12) حتى موسم 2004-2005 بعدها ارتدى القميص رقم (10).
و قد كان يلعب مع منتخب السعودية لكرة القدم، وشارك اللاعب صالح المحمدي في كأس الخليج 2002م وسجل هدفاً واحداً في مرمى منتخب قطر لكرة القدم.